# Поза 69

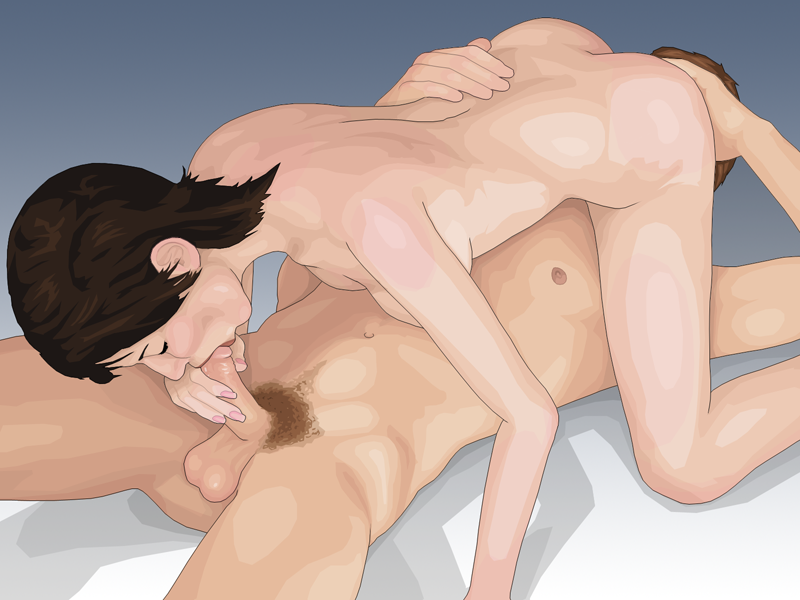
69 позиция в сексе

По́за 69 (также иногда используются термины поза вале́та, францу́зская любо́вь, перекрёстная любовь, фр. L'amour croisee) — одна из наиболее известных поз для орального секса, дающая партнёрам возможность проводить взаимную оральную стимуляцию. 
Партнёры при этом располагаются относительно друг друга в перевёрнутом положении, как цифры в числе «69», отсюда и происходит название.
Несмотря на достаточную известность, поза для многих не очень удобна для достижения оргазма: взаимные ласки отвлекают партнёров, не давая сосредоточиться ни на доставлении удовольствия, ни на его получении. По этой причине данная поза чаще бывает частью прелюдии.

## История
Термин «soixante-neuf» (69) не прослеживался ранее, чем в «Катехизисах шлюхи», опубликованных в 1790-х годах во Франции, обычно приписываемых раннему лидеру Французской революции мадемуазель Теруань де Мерикур.